# Kanton Nice-3
Nice-3 is een kanton van het Franse departement Alpes-Maritimes. Het kanton maakt deel uit van de arrondissementen Nice en Grasse.
Het kanton omvatte tot 2014 de volgende delen van de stad Nice:
- Saint-Roch
- Pôle universitaire Saint Jean d'Angely depuis la face nord de la rue Barla
- Riquier

Na de herindeling van de kantons bij decreet van 24 februari 2014, met uitwerking op 22 maart 2015 omvat het kanton :
- een westelijk deel van de gemeente Nice
- Carros
- Gattières
- Le Broc